# Mracelj
Mracelj is een plaats in de gemeente Vojnić in de Kroatische provincie Karlovac. De plaats telt 161 inwoners (2001).